# Villiers-Fossard
Villiers-Fossard è un comune francese di 550 abitanti situato nel dipartimento della Manica nella regione della Normandia.

## Società

### Evoluzione demografica
Abitanti censiti